# چارلی اکسل
چارلی اکسل (انگلیسی: Charlie Axcell؛ ۱۴ مارس ۱۸۸۰ – ۱۸ ژانویهٔ ۱۹۴۹) بازیکن فوتبال اهل بریتانیا بود.
از باشگاه‌هایی که در آن بازی کرده‌است می‌توان به باشگاه فوتبال استوک سیتی، باشگاه فوتبال ساوتند یونایتد، و باشگاه فوتبال فولام اشاره کرد.